# 赖兰·威恩斯
赖兰·威恩斯（英語：Rylan Wiens，2002年1月2日—），加拿大男子跳水运动员。他曾代表加拿大参加2018年和2022年英联邦运动会跳水比赛，获得二枚银牌。他也曾参加2020年夏季奥林匹克运动会。